# Neumühle (Stockheim)
Neumühle (auch Neumühl) ist eine Wüstung auf dem Gemeindegebiet von Stockheim im Landkreis Kronach (Oberfranken, Bayern) östlich des Neumühlrohrweihers.

## Geographie
Die Einöde lag auf einer Höhe von 327 m ü. NHN am Lochbach, der südlich des Ortes als linker Zufluss in den Haiger Bach mündet, der seinerseits unmittelbar als rechter Zufluss in die Haßlach mündet. Die Flüsse bilden eine gemeinsame Talsenke. Das Dorf Haig lag einen Kilometer westlich von der Neumühle.

## Geschichte
Gegen Ende des 18. Jahrhunderts gehörte Neumühle zur Realgemeinde Haig. Das Hochgericht übte das bambergische Centamt Kronach aus. Das Rittergut Haig war Grundherr des Anwesens.
Mit dem Gemeindeedikt wurde Neumühle dem 1808 gebildeten Steuerdistrikt Burggrub und der 1818 gebildeten Ruralgemeinde Haig zugewiesen. Auf einer 1926 aktualisierten topographischen Karte wurde der Ort letztmals verzeichnet. Im Ortsverzeichnis von 1925 ist der Ort nicht mehr enthalten.

### Einwohnerentwicklung
| Jahr      | 001818 | 001861 | 001871 | 001885 | 001900 |
| Einwohner |        | 10     | 9      | 7      | 9      |
| Häuser    | 1      |        |        | 1      | 1      |
| Quelle    | [ 5 ]  | [ 3 ]  | [ 8 ]  | [ 9 ]  | [ 10 ] |

## Religion
Der Ort war katholisch geprägt und nach Mariä Geburt (Glosberg) gepfarrt.